# Baressa
Baressa – miejscowość i gmina we Włoszech, w regionie Sardynia, w prowincji Oristano. Graniczy z Baradili, Gonnoscodina, Gonnosnò, Siddi, Simala, Turri i Ussaramanna.
Według danych na rok 2004 gminę zamieszkiwało 849 osób, 70,8 os./km².